# Eleccions municipals de 2003 a Valls
Les eleccions municipals de 2003 a Valls van ser unes eleccions locals que es van celebrar el diumenge 25 de maig de 2003 a Valls, a l'Alt Camp, com a part de les eleccions municipals espanyoles. Es van triar els 21 regidors de l'Ajuntament de Valls.

## Sistema electoral
Les eleccions als ajuntaments de l'Estat espanyol estan fixades per celebrar-se el quart diumenge de maig cada quatre anys. El sistema electoral fa servir la regla D'Hondt amb representació proporcional, llistes tancades i una barrera electoral del 5% dels vots vàlids, que inclou els vots en blanc. La votació per a l'assemblea local es basa en el sufragi universal.
En les eleccions municipals, la circumscripció electoral és el municipi i el nombre d'escons (o sigui, regidors) a triar del municipi es determina en funció del nombre d'habitants censats en aquest municipi. En el cas de Valls, en tenir 16.989 persones censades, l'hi correspon 21 regidors.

## Candidatures
El 29 d'abril del mateix any, la Junta Electoral de Zona de Valls va proclamar sis candidatures del municipi de Valls en el Butlletí Oficial de la Província de Tarragona.
| Partit polític | Partit polític                                 | Cap de llista               | Resta de candidats |
| -------------- | ---------------------------------------------- | --------------------------- | --- |
|                | Convergència i Unió (CiU)                      | Dolors Batalla Nogues (CDC) | Llista - Josep M. Manresa Ferrater (CDC) - Carmen Mansilla Cabrè (CDC) - Martí Barberà Montserrat (CDC) - Albert Batet Canadell (CDC) - Eduard Gonzalez Ribas (CDC) - Jordi Rius Jovè (CDC) - Roman Galimany Solè (CDC) - Raül Tondo Bravo (CDC) - Antonino Mestieri Clotet (CDC) - Francesc Murillo Galimany (CDC) - Merçè Plana Boladeras (CDC) - Josep Fernandez Ruiz (CDC) - Alfons Alejandre Garcia (CDC) - Francesc Casañas Domingo (CDC) - Josep Gomà Llurba (CDC) - M. Dolors Farré Cuadras (CDC) - Josep M. Estil·les Clofent (CDC) - Albert Bigorra Sugrañes (CDC) - Josep M. Domènech Cendrós (CDC) - Cèsar Puig Casañas (CDC) Suplents: Rosa M. Solanes Aguilar (CDC), Antoni Lara Ruiz (CDC), Pere Gomés Miquel (CDC) |
|                | PSC-Progrés Municipal (PSC-PM)                 | Francisco Moreno Espinosa   | Llista - Jordi Armengol Bertran - Bonaventura Camps Sanromà - Núria Segú Ferré (Ciutadans pel Canvi) - Joan Canela Coll - Jaime Luis Pros Fernández (Independent) - Raquel Romero Escovedo (Independent) - Josep Ramon Moreno Martos - Sara Pagá Valero - Maria del Carmen Migó Pasalaigua - Josep Mª. Mestres Bonifàs - Miguel Àngel Aguilar Hisado - Maria Juana Cavallé Invernon (Independent) - Jordi Targa Roig - Joan Abad Solé - Maria Dolors Duch Sanahuja - José Godoy Vegas (Independent) - Maria Màxima Serrano Gassó - Joaquin Royes Celma (Independent) - Josefa Delfa Calvet - Jaume Bonet Vallvey - Luisa Agudo Belles - Fernando José Godoy Escribano - Agustí Gatell Trenchs                                      |
|                | Esquerra Republicana de Catalunya (ERC)        | Jordi Castells Guasch       | Llista - Lídia Garzón Escarré - Josep M. Pallàs Guasch - Andreu Fernandez Mateu - Enric Abad Vidal - Jordi de Bofarull Bertran - Núria Cisa Mercadé - Ramon Canela Coll - Ramon Cucurull Cañellas - Joan Plana Solà - Mireia Ollé Codina - Manuel Odina Roig - Candela Segura Roig - Josep M. Andreu Inglada - Walter Montfort Torné - Joan Batalla Vives - Carles Miralles Gurí - Josep Tondo Vergés - M. José Invernon Bové - Josep Antoni Romeo Gràcia - Joan Guasch Calbet Suplents: Joan Serra Morlà, Ramon Sendra Vidal, Josep M. Climent Ferré |
|                | Partit Popular (PP)                            | Francesc Caballero Ristol   | Llista - Alberto Tejero Andres - Abel Peraire Mastels - Maria Assumpcio Valls Duch - Salvador Luis Marias Gaspa - Jordi Grau Cros (Independent) - Isidro Ferre Sarra - Antonio Sorroche Mañas - Noemi Gallart Gallofre (Independent) - Maria del Pilar Reyes Izquierdo - Victor Cando Losada - Rafael Perea Membrillera - Maria Teresa Calvet Sans - Miguel Sobellas Ellar - Sebastian Rubio Liron - Manel Benvingut Miralles Fenoy (Independent) - Salvador Domenech Piñol (Independent) - Jose Angles Roset - Joaquin Gragera Vaquerizo - Domingo Calvo Lopera - Francisco Ferre Isern |
|                | Candidatura d'Unitat Popular (C.U.P.)          | Aida Garcia Secall          | Llista - Sergi Leiva Cabus - Paloma Vicente Vives - Marc Guasch Ferrando - Carles Cubos Serra - Gerard Nogues Balsells - Nuria Vilalta Ribe - Anna Fajardo Farre - Joan Francesc Leiva Cabus - Ester Huguet Rosello - Ivette Garcia Secall - Lluis Frago Clols - Tais Bastida Aubareda - Constança Llagostera Guasch - Jordi Sans Bonet - Maria Candela Marfull Trujillo - Albert Segura Plana - Zaida Serrano Agustench - Jofre Llagostera Guasch - Pere Sole Pique - Oriol Galvada Torrellas - Jordi Gine Badia - Anna Maria Pons Herrero - Oscar Peris Rodenas |
|                | IC Verds-Esquerra Alternativa-EPM (ICV-EA-EPM) | Fernando Bujalance López    | Llista - Jose Mª Guerra Molano - Maria del Mar Olive Ferrer - Joana Marine Cabrisses - Francisco Abraham Cembrero Zuñiga - Jose Juan Medina Rodriguez - Alvaro Badia Franco - Juan Lou Iglesias - Antonio Salado Perez - Alicia Cecilia Valencia Cerdà |

## Jornada electoral

### Constitució de les meses
En aquell moment, Valls tenia una població de 21.048 habitants, dels quals 16.989 persones van ser cridades a votar en alguna de les 27 meses que es van constituir al municipi.

### Participació
La participació en aquestes eleccions va ser de 65,0%, el qual cosa implica que un total de 11.038 ciutadans del municipi van decidir exercir el seu dret a vot. Comparant aquesta participació amb la mitjana catalana, Valls va registrar una xifra més alta, situant-se en 3,5 punts percentuals per sobre.
A continuació, es presenta una taula amb els percentatges de participació registrats a diferents hores del dia de les eleccions:
| Hores              | Valls          |
| ------------------ | -------------- |
| Participació (14h) | 37,9% ( 1,8%)  |
| Participació (18h) | 51,6% ( 2,3%)  |
| Participació (20h) | 65,0% ( 15,7%) |